# Walentin Iwanowitsch Warennikow

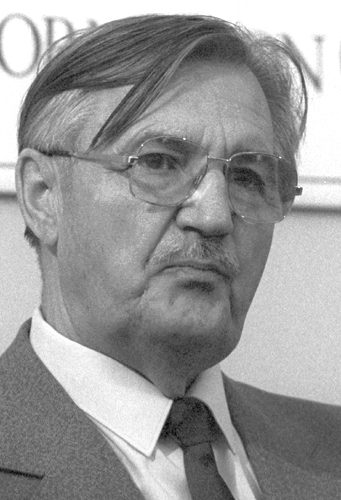
Walentin Warennikow (August 1994)

Walentin Iwanowitsch Warennikow (russisch Валентин Иванович Варенников, wiss. Transliteration Valentin Ivanovič Varennikov; * 15. Dezember 1923 in Krasnodar; † 6. Mai 2009 in Moskau) war ein sowjetisch-russischer Armeegeneral und Politiker.

## Leben
Walentin Warennikow entstammte einer armen Kosakenfamilie in Krasnodar. Er kämpfte als Offizier der Roten Armee in der Schlacht von Stalingrad sowie in den erfolgreichen Operationen zur Rückeroberung der Ukraine und Belarus gegen die Wehrmacht. Während der Schlacht um Berlin war er an der Einnahme des Reichstags beteiligt.
Vor der Moskauer Siegesparade 1945 kommandierte er am Zentralen Flugplatz „Frunse“ die Ehrengarde, die anwesend war, als das Siegesbanner in Moskau eintraf. Ob er an der Siegesparade teilnahm, ist unbekannt.
Warennikow blieb bis 1969 als Offizier und Generalleutnant (ab 19. April 1970) der Sowjetarmee in der DDR. Von August 1969 bis Juni 1971 kommandierte er die 3. Armee der GSSD in Magdeburg.
Zwischen 1974 und 1979 bekleidete Warennikow die Position des Befehlshabers des Militärbezirks Vorkarpaten. In den Jahren 1984–1989 war er Leiter der Direktionsgruppe des sowjetischen Verteidigungsministeriums in Afghanistan.
Als General wurde er 1989 Oberbefehlshaber der Landstreitkräfte der UdSSR und Stellvertretender Verteidigungsminister der Sowjetunion. Am 13. Januar 1991 nahm Warennikow unmittelbar an der gewaltsamen Einnahme des Fernsehturms von Vilnius während der Januarereignisse in Litauen teil, bei denen 14 Zivilisten ums Leben kamen. Wie Gorbatschows Berater Anatoli Tschernjajew später behauptete, sei die Entscheidung über den Einsatz der Truppen von Warennikow persönlich getroffen worden, ohne Gorbatschow zu konsultieren.
1991 war er wegen der Beteiligung am Augustputsch gegen Michail Gorbatschow angeklagt. Nachdem er die ihm angebotene Amnestie abgewiesen hatte, sprach ihn der Oberste Russische Gerichtshof im August 1994 frei.
1995 wurde Warennikow als Mitglied der Kommunistischen Partei zum Abgeordneten der Duma gewählt. In der Duma hatte Warennikow den Vorsitz im Komitee für Veteranenangelegenheiten. 2003 trat er dem Rodina-Block bei. Walentin Warennikow trug den Titel Held der Sowjetunion sowie zahlreiche andere sowjetische, russische und ausländische Auszeichnungen und Ehrentitel. Er war verheiratet, hatte zwei Söhne und lebte zuletzt in Moskau.